# Carroll Haff
Carroll Barse Haff (* 19. Februar 1892 in Kansas City, Missouri; † 9. April 1947 in Pelham Manor, New York) war ein US-amerikanischer Sprinter, der sich auf den 400-Meter-Lauf spezialisiert hatte.
Bei den Olympischen Spielen 1912 in Stockholm wurde er Fünfter.
1913 wurde er über 440 Yards US-Meister und für die University of Michigan startend IC4A-Meister. Seine persönliche Bestzeit über 440 Yards von 48,3 s (entspricht 48,0 s über 400 m) stellte er am 1. Juni 1912 in Philadelphia auf. 